# Molophilus (Molophilus) orion
Molophilus (Molophilus) orion is een tweevleugelige uit de familie steltmuggen (Limoniidae). De soort komt voor in het Neotropisch gebied.